# Exportación (informática)
En informática, exportar significa "forzar" a una aplicación a crear un documento que la misma aplicación no podrá editar luego, o bien podrá editar solo a partir de su posterior importación. En algunos casos, la aplicación que exportó el archivo ni siquiera podrá leerlo luego. La opción de exportar suele encontrarse presente, por ejemplo, en procesadores de texto (como OpenOffice.org Writer), comúnmente dentro del menú Archivo. La mayoría de los procesadores de texto poseen esta opción para exportar sus documentos al formato PDF o al formato de la competencia. Esta opción también está presente en los editores gráficos, que aunque la mayoría de ellos pueden editar sus gráficos exportados, el usuario no disfrutará de ciertas ventajas disponibles en caso de haber utilizado el formato nativo de la aplicación, como por ejemplo poder manejar sus capas; este es el caso de aplicaciones como GIMP y Photoshop. 
No se debe confundir la opción de Exportar (Export) con la opción de Guardar como... (Save as...), ya que la exportación es la creación de un archivo no nativo y la opción Guardar como... es para guardar un archivo en un formato que la misma aplicación que lo creó pueda leer y editar luego. Save as... generalmente significa que guardarás algo en una cierta carpeta o con otro nombre.
Con el paso del tiempo, la opción de Exportar está desapareciendo de numerosas aplicaciones, especialmente de los procesadores de texto, pues estas aplicaciones cada vez son más capaces de manejar archivos no nativos, como es el caso de OpenOffice.org Writer. No obstante, esta opción se mantiene especialmente para exportar documentos a formato PDF, aunque algunos desarrolladores afirman que pronto será posible editar fácilmente tales documentos PDF. La opción de exportar probablemente seguirá presente también en aplicaciones de diseño gráfico, pues se considera muy útil en dichas aplicaciones.
Un ejemplo de exportación de archivos es el del programa Inkscape, que puede exportar sus gráficos vectoriales a un mapa de bits (imagen de píxeles). Gimp es una aplicación de retoque fotográfico y dibujo, la cual es capaz de manejar íntegramente su formato nativo (.xcf), pero para poder visualizar estas imágenes en internet, necesitan ser exportadas a un formato de imagen más estándar, como PNG o JPG. La desventaja de estos formatos es que no soportan algunas ventajas del archivo nativo de GIMP, como el manejo de capas. Para resolver este problema, se recomienda guardar la imagen en el archivo nativo de GIMP y luego exportar el archivo a un formato gráfico conocido. De esta forma, la imagen puede editarse con todas las ventajas del formato nativo. Un caso muy similar ocurre en PhotoShop.
Lo contrario a exportar es importar.
- Datos: Q5853471